# Bandera de Zanzíbar
La bandera de Zanzíbar es va adoptar el 9 de gener de 2005. És una bandera tricolor horitzontal de colors blau, negre i verd amb la bandera de Tanzània al quarter.

## Banderes històriques

Soldanat de Zanzíbar (1856-1896)
Soldanat d'Oman (1896-1963)
Soldanat de Zanzíbar (1963-1964)
República Popular de Zanzíbar (1964)
Bandera de Tanzània (1964-2005)